# Edilberto Castro Rincón
Edilberto Castro Rincón es un político colombiano, exgobernador del departamento del Meta. Siendo gobernador del Meta, Castro sufrió un atentado contra su vida, el 19 de mayo de 2004 por la instalación de un cadáver bomba en el que murió un menor, en el área rural del municipio de Vistahermosa.
El 8 de noviembre de 2007, Castro fue condenado por la Corte Suprema de Justicia por homicidio agravado y celebración indebida de contratos a 40 años de prisión. Castro fue acusado el 9 de julio de 2004 por la exdiputada Nubia Inés Sánchez Romero, por varias irregularidades en el trámite de algunos contratos, especialmente en la compra de 149.398 útiles escolares para niños y niñas de distintas instituciones educativas del departamento del Meta. El 13 de septiembre de 2004 en el Municipio de Tocancipá fueron encontrados en un carro los cadáveres de Carlos Javier Sabogal, Nubia Inés Sánchez y Euser Rondón Vargas, quien había sido candidato a la Gobernación del Meta y contendor político del entonces Gobernador Castro en las elecciones de 2003.
| Predecesor: Luis Carlos Torres Rueda | Gobernador del Meta 2004 - 2006 | Sucesor: Adán Enrique Ramírez Duarte |